# Họ Cá mào gà
Họ Cá mào gà (Danh pháp khoa học: Blenniidae) là một họ cá theo truyền thống xếp trong bộ Cá vược (Perciformes), nhưng gần đây được phân loại lại như là một họ trong bộ Blenniiformes của loạt Ovalentaria.
Nhiều loài phân bố ở Đại Tây Dương, Thái Bình Dương, Ấn Độ Dương, nhiều loài trong số chúng được tìm thấy ở vùng nước lợ và kể cả môi trường nước mặn. Các loài cá này bề ngoài nhìn khá giống với cá bống.

## Các chi
Có 58 chi với 403 loài trong họ này
- Phân họ Salarinae Gill, 1859
  - Aidablennius Whitley, 1947
  - Alloblennius Smith-Vaniz & Springer, 1971
  - Alticus Lacepède, 1800
  - Andamia Blyth, 1858
  - Antennablennius Fowler, 1931
  - Atrosalarias Whitley 1933
  - Bathyblennius Bath, 1977
  - Blenniella Reid, 1943 - cá mào gà
  - Chalaroderma Norman, 1944
  - Chasmodes Valenciennes, 1836
  - Cirripectes Swainson, 1839 - cá mào gà
  - Cirrisalarias Springer, 1976
  - Coryphoblennius Norman, 1944
  - Crossosalarias Smith-Vaniz & Springer, 1971
  - Dodekablennos Springer & Spreitzer, 1978
  - Ecsenius McCulloch, 1923 - cá mào gà
  - Entomacrodus Gill, 1859
  - Exallias Jordan & Evermann, 1905
  - Glyptoparus J.L.B. Smith, 1959
  - Hirculops J.L.B. Smith, 1959
  - Hypleurochilus Gill, 1861
  - Hypsoblennius Gill, 1861
  - Istiblennius Whitley, 1943
  - Lipophrys Gill, 1896
  - Litobranchus Smith-Vaniz & Springer, 1971
  - Lupinoblennius Herre, 1942
  - Medusablennius Springer, 1966
  - Microlipophrys Almada, Almada, Guillemaud & Wirtz, 2005
  - Mimoblennius Smith-Vaniz & Springer, 1971
  - Nannosalarias Smith-Vaniz & Springer, 1971
  - Ophioblennius Gill, 1860
  - Parablennius Miranda Ribeiro, 1915
  - Parahypsos Bath, 1982
  - Paralticus Springer & Williams, 1994
  - Pereulixia J.L.B. Smith, 1959
  - Praealticus Schultz & Chapman, 1960
  - Rhabdoblennius Whitley, 1930
  - Salaria Forsskål, 1775
  - Salarias Cuvier, 1816 - cá mào gà
  - Scartella Jordan, 1886 - cá bống chấm đen
  - Scartichthys Jordan & Evermann, 1898
  - Stanulus J.L.B. Smith, 1959
- Phân họ Blenniinae Rafinesque, 1810
  - Adelotremus Smith-Vaniz & Rose, 2012
  - Aspidontus Cuvier, 1834
  - Blennius Linnaeus, 1758
  - Enchelyurus Peters, 1868
  - Haptogenys Springer, 1972
  - Laiphognathus J.L.B. Smith, 1955
  - Meiacanthus Norman, 1944
  - Oman Springer, 1985
  - Omobranchus Valenciennes, 1836 - cá đai
  - Omox Springer, 1972
  - Parenchelyurus Springer, 1972
  - Petroscirtes Rüppell, 1830 - cá đai
  - Phenablennius Springer & Smith-Vaniz, 1972
  - Plagiotremus Gill, 1865
  - Spaniblennius Bath & Wirtz, 1989
  - Xiphasia Swainson, 1839 - cá đai đuôi dài